# Governo di Rudinì I
Il Governo di Rudinì I è stato il ventottesimo esecutivo del Regno d'Italia, il primo guidato da Antonio di Rudinì.  
Esso, nato in seguito alle dimissioni del governo precedente, è stato in carica dal 6 febbraio 1891 al 15 maggio 1892 (sebbene già dimissionario dal precedente 4 maggio), per un totale di 464 giorni, ovvero 1 anno, 3 mesi e 9 giorni. 

## Compagine di governo

### Appartenenza politica
| Partito | Partito          | Presidente | Ministri | Sottosegretari | Totale |
| ------- | ---------------- | ---------- | -------- | -------------- | ------ |
|         | Destra storica   | 1          | 7        | 7              | 15     |
|         | Sinistra storica | -          | 3        | 3              | 6      |
|         | Indipendente     | -          | 1        | 1              | 2      |

### Situazione parlamentare
NOTA: Nonostante questo governo sia stato effettivamente privato della fiducia (seppur indirettamente e tramite un ordine del giorno), ai tempi del Regno d'Italia, poiché secondo lo Statuto Albertino il governo rispondeva nei fatti al solo Re, il rapporto con il Parlamento in senso moderno non era obbligatorio (ed in tal senso vari sono stati i casi di formazione di un governo palesemente privo di tale supporto). La prassi di determinare la sopravvivenza dell’esecutivo in base al supporto parlamentare, dunque, si è andata sviluppando si da questi momenti, ma stabilmente solo successivamente, specie con l’ascesa dei partiti di massa e con l’introduzione del sistema proporzionale, in tempi molto più tardi rispetto all’unità, ed ufficialmente solo con la Costituzione della Repubblica Italiana. Per questo motivo, il grafico sottostante espone, secondo ricostruzioni e dichiarazioni, nonché secondo la composizione del governo ed anche secondo il voto effettivamente subìto, il supporto che questo ha ottenuto.
Al momento della sua formazione, il 6 febbraio 1891:
| Camera              | Collocazione | Partiti                          | Seggi     |
| ------------------- | ------------ | -------------------------------- | --------- |
| Camera dei deputati | Maggioranza  | DEM-D. (199), PLC (48), IND (17) | 264 / 508 |
| Camera dei deputati | Opposizione  | DEM (202), ER (42)               | 244 / 508 |

Al momento della sua caduta definitiva, il 4 maggio 1892:
| Camera              | Collocazione | Partiti                          | Seggi     |
| ------------------- | ------------ | -------------------------------- | --------- |
| Camera dei deputati | Governo      | DEM-D. (120), PLC (48), IND (17) | 185 / 508 |
| Camera dei deputati | Opposizione  | DEM (281), ER (42)               | 323 / 508 |

## Composizione
| Carica                                | Titolare                                                                                    | Titolare                                                                                    | Titolare                                                                                    | Sottosegretario                                        |
| Presidenza del Consiglio dei ministri | Presidenza del Consiglio dei ministri                                                       | Presidenza del Consiglio dei ministri                                                       | Presidenza del Consiglio dei ministri                                                       | Sottosegretario di Stato alla Presidenza del Consiglio |
| ------------------------------------- | ------------------------------------------------------------------------------------------- | ------------------------------------------------------------------------------------------- | ------------------------------------------------------------------------------------------- | ------------------------------------------------------ |
| Presidente del Consiglio dei ministri |                                                                                             |                                                                                             | Antonio Starabba, marchese di Rudinì (Destra storica)                                       | Carica non assegnata                                   |
| Ministero                             | Ministri                                                                                    | Ministri                                                                                    | Ministri                                                                                    | Sottosegretario                                        |
| Affari Esteri                         |                                                                                             |                                                                                             | Antonio Starabba, marchese di Rudinì (Destra storica)                                       | Conte Antonio D'Arco                                   |
| Agricoltura, Industria e Commercio    |                                                                                             |                                                                                             | Bruno Chimirri (Destra storica) (fino al 31 dicembre 1891)                                  | Giorgio Arcoleo (dal 19 aprile 1891)                   |
| Agricoltura, Industria e Commercio    | Antonio Starabba, marchese di Rudinì (Destra storica) Ad interim (dal 31 dicembre 1891)     |                                                                                             |                                                                                             | Giorgio Arcoleo (dal 19 aprile 1891)                   |
| Lavori Pubblici                       |                                                                                             |                                                                                             | Ascanio Branca (Sinistra storica)                                                           | Carlo Buttini                                          |
| Interno                               |                                                                                             |                                                                                             | Giovanni Nicotera (Sinistra storica)                                                        | Piero Lucca (fino al 23 aprile 1892)                   |
| Pubblica Istruzione                   |                                                                                             |                                                                                             | Pasquale Villari (Destra storica)                                                           | Leopoldo Pullè                                         |
| Guerra                                |                                                                                             |                                                                                             | Luigi Pelloux (Indipendente)                                                                | Francesco Carenzi (dal 2 luglio 1891)                  |
| Marina                                | Antonio Starabba, marchese di Rudinì (Destra storica) Ad interim (fino al 15 febbraio 1891) | Antonio Starabba, marchese di Rudinì (Destra storica) Ad interim (fino al 15 febbraio 1891) | Antonio Starabba, marchese di Rudinì (Destra storica) Ad interim (fino al 15 febbraio 1891) | Raffaele Corsi                                         |
| Marina                                |                                                                                             | Simone Pacoret de Saint-Bon (Destra storica) (dal 15 febbraio 1891)                         |                                                                                             | Raffaele Corsi                                         |
| Finanze                               |                                                                                             |                                                                                             | Giuseppe Colombo (Destra storica) (fino al 4 maggio 1892)                                   | Antonio Salandra                                       |
| Finanze                               | Luigi Luzzatti (Destra storica) Ad interim (dal 4 maggio 1892)                              |                                                                                             |                                                                                             | Antonio Salandra                                       |
| Grazia e Giustizia e Culti            |                                                                                             |                                                                                             | Luigi Ferraris (Destra storica) (fino al 31 dicembre 1891)                                  | Giovanni Della Rocca (fino al 23 aprile 1892)          |
| Grazia e Giustizia e Culti            |                                                                                             | Bruno Chimirri (Destra storica) (dal 31 dicembre 1891)                                      |                                                                                             | Giovanni Della Rocca (fino al 23 aprile 1892)          |
| Poste e Telegrafi                     | Ascanio Branca (Sinistra storica) Ad interim                                                | Ascanio Branca (Sinistra storica) Ad interim                                                | Ascanio Branca (Sinistra storica) Ad interim                                                | Alessandro Pascolato                                   |
| Tesoro                                |                                                                                             |                                                                                             | Luigi Luzzatti (Destra storica)                                                             | Secondo Frola                                          |

## Cronologia

### 1891
- 6 febbraio - Il governo giura dinnanzi al Re.

### 1892
- 14 aprile - In seguito a vari dissensi tra i ministri sulla politica economica, prima il Ministro delle Finanze, poi l’intero governo, si dimettono. Il Re dunque, affidato nuovamente il mandato a di Rudinì, si avvaleva della riserva (non essendo disposto nessuno ad accettare il dicastero delle finanze), respingendo così le dimissioni del governo (ma non un piccolo rimpasto dei ministri), e rimandandolo alla Camera dei Deputati per un voto confermativo.
- 4 maggio - Un ordine del giorno, sulla cui approvazione il governo aveva informalmente rimesso la propria sopravvivenza in carica viene rigettato con 193 contrari (185 favorevoli ed 8 astenuti). Il governo dunque, presone atto, presenta nuovamente le dimissioni al Re che, accettandole, conferì l’incarico a Giovanni Giolitti.
- 15 maggio - Con il giuramento del nuovo esecutivo termina ufficialmente l’esperienza di governo.